# Mireille Mathieu (album, 2014)
Albums de Mireille Mathieu
Le Bonheur en chansons
(21 octobre 2014) Mireille Mathieu Noël
(20 novembre 2015)
Mireille Mathieu est un album double CD, compilation, de la chanteuse française Mireille Mathieu vendu spécialement pour le Jubilé de la chanteuse au merchandising à l'Olympia 2014 et pendant sa tournée française, belge et suisse de l'automne 2014. 
Cette compilation surprise compte de nombreux titres proposés pour la première fois en CD.

## Chansons de la compilation
| 1.                             | Mon crédo                                  | André Pascal, Paul Mauriat                     | 2:52 |
| 2.                             | Qu'elle est belle                          | Richard Ahlert, Pierre Delanoé, Eddy Snyder    | 2:15 |
| 3.                             | Paris en colère                            | Maurice Vidalin, Maurice Jarre                 | 2:35 |
| 4.                             | La dernière valse                          | Hubert Ithier, Les Reed                        | 3:07 |
| 5.                             | Una canzone                                | André Pascal, F Bracardi                       | 2:37 |
| 6.                             | Pardonne-moi ce caprice d'enfant           | Patricia Carli                                 | 3:21 |
| 7.                             | Une histoire d'amour                       | Catherine Desage, Francis Lai                  | 3:00 |
| 8.                             | Der Pariser tango                          | Christian Bruhn, Georg Buschor                 | 2:49 |
| 9.                             | Acropolis adieu                            | Catherine Desage, Christian Bruhn              | 3:27 |
| 10.                            | Il jouait à l'Opéra                        | Pierre André Dousset, Christian Gaubert        | 4:01 |
| 11.                            | La Paloma adieu                            | Catherine Desage, Christian Bruhn              | 3:50 |
| 12.                            | Pour te dire adieu                         | Pierre André Dousset, Pierre Porte             | 3:27 |
| 13.                            | Un million d'enfants                       | R Gauthier, P Baillargeon                      | 3:00 |
| 14.                            | On ne vit pas sans se dire adieu           | H. Djian, Zacar                                | 4:21 |
| 15.                            | Souviens-toi Maria                         | Catherine Desage, Christian Bruhn              | 2:57 |
| 16.                            | Pour une Marseillaise                      | Eddy Marnay, Jean Claudric                     | 3:19 |
| 17.                            | Ciao, Bambino, Sorry                       | Pierre Delanoé, Vito Pallavicini, Toto Cutugno | 2:51 |
| 18.                            | Exodus                                     | Édith Piaf                                     | 3:43 |
| 19.                            | Non je ne regrette rien                    | Charles Dumont, Michel Vaucaire                | 2:25 |
| 20.                            | Le temps du muguet (Live à Moscou en 1987) | Christophe Bardy, David Clément-Bayard         | 3:22 |
| 21.                            | Bravo tu as gagné                          | B Anderson, B Ulvaeus, Charles Level           | 4:38 |
| 22.                            | Maintenant ou jamais (Elle ou moi)         | Christophe Bardy, David Clément-Bayard         | 3:11 |
| 23.                            | Aimez-moi                                  | Jacqueline Mills, Marie-Paule Belle            | 3:49 |
| 24.                            | Ma mélodie d'amour                         | Christophe Bardy, David Clément-Bayard         | 3:10 |
| 25.                            | Amour défendu                              | Eddy Marnay, Christian Bruhn                   | 3:28 |
| 26.                            | Santa Maria de la mer                      | Eddy Marnay, Christian Bruhn                   | 3:39 |
| 27.                            | Mille colombes                             | Eddy Marnay, Christian Bruhn                   | 3:51 |
| 28.                            | Chanson pour Angelina                      | Christophe Bardy, David Clément-Bayard         | 3:19 |
| 29.                            | Une vie d'amour                            | Charles Aznavour, Georges Garvarentz           | 3:52 |
| 30.                            | Une femme amoureuse                        | Robin Gibb, Barry Gibb, Eddy Marnay            | 4:10 |
| 31.                            | Je t'aime avec ma peau                     | Catherine Desage, Francis Lai                  | 3:41 |
| 32.                            | Lucille                                    | Christophe Bardy, David Clément-Bayard         | 4:02 |
| 33.                            | Tu pars toujours quand j'arrive            | Michael Kunze, Michel Cretu                    | 3:11 |
| 34.                            | Comme deux trains dans la nuit             | Catherine Desage, Francis Lai                  | 3:02 |
| 35.                            | Tous les enfants chantent avec moi         | Eddy Marnay, Bobby Goldsboro                   | 3:22 |
| 36.                            | Je t'aime à en mourir                      | Catherine Desage, Francis Lai                  | 3:02 |
| 37.                            | Au nord du nord                            | Catherine Argall, Francis Lai                  | 3:05 |
| 38.                            | J'ai peur d'aimer un souvenir              | Christophe Bardy, David Clément-Bayard         | 4:00 |
| 39.                            | La vie en rose                             | Louiguy, Édith Piaf                            | 3:31 |
| 40.                            | Prends le temps (version longue)           | Mireille Mathieu                               | 4:34 |
| 2 heures 28 minutes 3 secondes |                                            |                                                |      |

## Production
- Double CD : référence Abilène Disc / Sony Music 3760195950012. Date de sortie au merchandising de la tournée 2014 : 24 octobre 2014.